# Plesionika mexicana
Plesionika mexicana är en kräftdjursart som beskrevs av Fenner A. Chace 1937. Plesionika mexicana ingår i släktet Plesionika och familjen Pandalidae. Inga underarter finns listade i Catalogue of Life.